# Zgromadzenie Legislacyjne Alberty
Zgromadzenie legislacyjne Alberty – inaczej Parlament Alberty Legislative Assembly of Alberta składa się współcześnie z 83 deputowanych Members of Legislative Assembly, w skrócie MLA. Deputowani wybierani są w 83 jednomandatowych okręgach.
| Kadencja | Data wyborów      | Reprezentowane partie polityczne | Liczba deputowanych (MLA) |
| -------- | ----------------- | --- | ------------------------- |
| 1        | 9 listopada 1905  | Liberalna Partia Alberty – 22 Konserwatywna Partia Alberty – 3 | 25                        |
| 2        | 22 marca 1909     | Liberalna Partia Alberty – 36 Konserwatywna Partia Alberty – 2 Socjalistyczna Partia Alberty – 1 Niezależni – 2                                                                    | 25                        |
| 3        | 17 kwietnia 1913  | Liberalna Partia Alberty – 39 Konserwatywna Partia Alberty – 17 | 56                        |
| 4        | 7 czerwca 1917    | Liberalna Partia Alberty – 34 Konserwatywna Partia Alberty – 19 Niezależna Partia Pracy – 1 Niezależni – 2                                                                         | 56                        |
| 5        | 18 lipca 1921     | United Farmers of Alberta – 38 Liberalna Partia Alberty – 19 Niezależna Partia Pracy – 4 Niezależni – 4                                                                            | 61                        |
| 6        | 28 czerwca 1926   | United Farmers of Alberta – 43 Liberalna Partia Alberty – 7 Konserwatywna Partia Alberty – 5 Niezależna Partia Pracy – 5 Niezależni – 1                                            | 61                        |
| 7        | 19 czerwca 1930   | United Farmers of Alberta – 39 Liberalna Partia Alberty – 11 Konserwatywna Partia Alberty – 6 Niezależna Partia Pracy – 4 Niezależni – 3                                           | 63                        |
| 8        | 22 sierpnia 1935  | Kredyt Społeczny – 56 Liberalna Partia Alberty – 5 Konserwatywna Partia Alberty – 2 Niezależni – 3                                                                                 | 63                        |
| 9        | 21 marca 1940     | Kredyt Społeczny – 36 Liberalna Partia Alberty – 1 Konserwatywna Partia Alberty – 2 Niezależna Partia Pracy – 1 Niezależni – 19                                                    | 57                        |
| 10       | 8 sierpnia 1944   | Kredyt Społeczny – 51 Niezależna Partia Pracy – 1 Partia Weteranów Wojennych Alberty – 1 Niezależni – 3                                                                            | 57                        |
| 11       | 17 sierpnia 1948  | Kredyt Społeczny – 51 Liberalna Partia Alberty – 2 Federacja Wspólnot Spółdzielczych – 2 Niezależna Partia Pracy – 1 Niezależni – 1                                                | 57                        |
| 12       | 5 sierpnia 1952   | Kredyt Społeczny – 53 Liberalna Partia Alberty – 3 Konserwatywna Partia Alberty – 2 Federacja Wspólnot Spółdzielczych – 1 Niezależna Partia Pracy – 1 Niezależni – 1               | 60                        |
| 13       | 29 czerwca 1955   | Kredyt Społeczny – 37 Liberalna Partia Alberty – 16 Konserwatywna Partia Alberty – 3 Federacja Wspólnot Spółdzielczych – 2 Niezależna Partia Pracy – 1 Koalicja – 1 Niezależni – 2 | 61                        |
| 14       | 18 czerwca 1959   | Kredyt Społeczny – 61 Liberalna Partia Alberty – 1 Konserwatywna Partia Alberty – 1 Niezależna Partia Pracy – 1 Koalicja – 1 Niezależni – 1                                        | 65                        |
| 15       | 17 czerwca 1963   | Kredyt Społeczny – 60 Liberalna Partia Alberty – 2 Koalicja – 1 | 63                        |
| 16       | 23 marca 1967     | Kredyt Społeczny – 55 Konserwatywna Partia Alberty – 6 Liberalna Partia Alberty – 3 Niezależni – 1                                                                                 | 65                        |
| 17       | 30 sierpnia 1971  | Konserwatywna Partia Alberty – 49 Kredyt Społeczny – 25 Nowa Demokratyczna Partia Kanady – 1                                                                                       | 75                        |
| 18       | 26 marca 1975     | Konserwatywna Partia Alberty – 69 Kredyt Społeczny – 4 Nowa Demokratyczna Partia Kanady – 1 Niezależni – 1                                                                         | 75                        |
| 19       | 17 marca 1979     | Konserwatywna Partia Alberty – 74 Kredyt Społeczny – 4 Nowa Demokratyczna Partia Kanady – 1 Niezależni – 1                                                                         | 79                        |
| 20       | 2 listopada 1982  | Konserwatywna Partia Alberty – 75 Nowa Demokratyczna Partia Kanady – 2 Niezależni – 2                                                                                              | 79                        |
| 21       | 8 maja 1986       | Konserwatywna Partia Alberty – 61 Nowa Demokratyczna Partia Kanady – 16 Liberalna Partia Alberty – 4 Reprezentacja Alberty – 2                                                     | 83                        |
| 22       | 20 marca 1989     | Konserwatywna Partia Alberty – 59 Nowa Demokratyczna Partia Kanady – 16 Liberalna Partia Alberty – 8                                                                               | 83                        |
| 23       | 15 czerwca 1993   | Konserwatywna Partia Alberty – 51 Liberalna Partia Alberty – 16 | 83                        |
| 24       | 11 marca 1997     | Konserwatywna Partia Alberty – 63 Liberalna Partia Alberty – 18 Nowa Demokratyczna Partia Kanady – 2                                                                               | 83                        |
| 25       | 12 marca 2001     | Konserwatywna Partia Alberty – 74 Liberalna Partia Alberty – 7 Nowa Demokratyczna Partia Kanady – 2                                                                                | 83                        |
| 26       | 22 listopada 2004 | Konserwatywna Partia Alberty – 61 Liberalna Partia Alberty – 17 Nowa Demokratyczna Partia Kanady – 4 Sojusz Alberty – 1                                                            | 83                        |